# 第20回ハリウッド映画賞
第20回ハリウッド映画賞は2016年の映画に贈られる賞であり、2016年11月6日にカリフォルニア州ロサンゼルスのハリウッド・パラディウムで授賞式が行われた 。

## 受賞一覧

### プロデューサー賞
- マーク・プラット - 『ガール・オン・ザ・トレイン』、『ビリー・リンの永遠の一日』、『ラ・ラ・ランド』

### 監督賞
- メル・ギブソン - 『ハクソー・リッジ』

### 主演男優賞
- トム・ハンクス - 『ハドソン川の奇跡』

### 主演女優賞
- ナタリー・ポートマン - 『ジャッキー/ファーストレディ 最後の使命』

### 助演男優賞
- ヒュー・グラント - 『マダム・フローレンス! 夢見るふたり』

### 助演女優賞
- ニコール・キッドマン - 『LION/ライオン 〜25年目のただいま〜』

### ブロックバスター映画賞
- 『ジャングル・ブック』（ジョン・ファヴロー監督）

### アンサンブル演技賞
- 『ゴールド/金塊の行方』

### アニメーション映画賞
- 『ズートピア』（リッチ・ムーア、バイロン・ハワード監督）

### コメディ賞
- ロバート・デ・ニーロ - 『The Comedian』

### ドキュメンタリー映画賞
- 『地球が壊れる前に』（フィッシャー・スティーヴンス監督）

### ブレイクアウト賞
- ナオミ・ハリス - 『素晴らしきかな、人生』、『ムーンライト』

### ブレイクスルー監督賞
- トム・フォード - 『ノクターナル・アニマルズ』

### 脚本賞
- ケネス・ロナーガン - 『マンチェスター・バイ・ザ・シー』

### ニュー・ハリウッド賞
- リリー・コリンズ - 『Rules Don't Apply』

### 撮影賞
- リヌス・サンドグレン - 『ラ・ラ・ランド』

### 編集賞
- ジョン・ギルバート - 『ハクソー・リッジ』

### 美術賞
- ウィン・トーマス - 『ドリーム 私たちのアポロ計画』

### 作曲賞
- マイケル・ダナ - 『ビリー・リンの永遠の一日』

### 主題歌賞
- 「Can't Stop the Feeling!」（歌手:ジャスティン・ティンバーレイク） - 『トロールズ』

### 視覚効果賞
- リチャード・ブラフ、ステファン・セレッティ - 『ドクター・ストレンジ』

### 録音賞
- クリストファー・ボイズ、フランク・ユルナー - 『ジャングル・ブック』

### 衣装デザイン賞
- アルバート・ウォルスキー - 『Rules Don't Apply』

### メイキャップ/ヘアスタイリング賞
- シェーン・トマス、アンジェラ・コンテ、ベック・テイラー、ノリコ・ワタナベ - 『ハクソー・リッジ』

### 功労賞
- エディ・マーフィ